# Retief Goosen
Retief Goosen (født 3. februar 1969 i Pietersburg, Sydafrika) er en sydafrikansk golfspiller, der (pr. september 2010) står noteret for 44 sejre gennem sin professionelle karriere. Hans bedste resultater i Major-turneringer er hans to sejre ved US Open, der faldt i henholdsvis 2001 og 2004.
Goosen har 4 gange, i 2000, 2003, 2005 og 2007, repræsenteret Det internationale Hold ved Presidents Cup.